# Recurso especial repetitivo
No Brasil a lei federal n.º 11672 de 2008 instituiu o recurso especial repetitivo, instituto jurídico que promete desafogar o judiciário, impedindo pequenas questões como brigas de vizinhos se arrastarem por longos anos, congestionando os tribunais superiores.